# تیریز دو لیزیو
تِرِز دو لیزیو یا ترزا اهل لیزیو (به فرانسوی: Sainte-Thérèse de Lisieux‎؛ ۲ ژانویهٔ ۱۸۷۳ – ۳۰ سپتامبر ۱۸۹۷) او یک راهبه، نویسنده و از قدیسان کلیسای کاتولیک بود که در سال ۱۸۷۳ میلادی در فرانسه با نام اصلی تِرزا مارتن به دنیا آمد. او افکار فرقه کرملی‌های پابرهنه را داشت. القاب او گل کوچک مسیح، گل کوچولو، صورت مقدس و ترزای عیسی کودک بود. پیوس دهم وی را بزرگ‌ترین قدیس عصر معاصر توصیف کرده است. زندگی‌نامه او که داستان یک روح نام دارد یکی از معروف‌ترین کتب روحانی در سراسر جهان است شعار ترزا در زندگی‌اش این بود: می‌خواهم در قلب مادرم، کلیسا، عشق باشم. به رغم سبک نگارش وی که گاه بچه‌گانه و از مد افتاده می‌نمایاند، شیوایی کاملا سپرده شده به عمل روح القدس که از عشق مسیح می‌سوزد و از پی بردن به پدر بودن خدا در شگفت است داشت. ایشان با زندگی خود الهام گر رشد روحانی عدهٔ بیشماری شد ترزا در آخرین لحظات زندگی‌اش فریاد زد: عاشقش هستم! خداوندا، عاشق تو هستم. او در سن ۲۴ سالگی درگذشت.